# عجب بساطیه… با پیرنو!
عجب بساطیه… با پیرنو! (ایتالیایی: Che casino... con Pierino!) یک فیلم کمدی سکسی سبک ایتالیایی به کارگردانی بیتو آلبرتینی است که در سال ۱۹۸۲ منتشر شد. از بازیگران این فیلم می‌توان به نینو ترتسو اشاره کرد. این فیلم در رم تصویربرداری شد.